# Bausch & Lomb Championships 1998
Bausch & Lomb Championships 1998 — тенісний турнір, що проходив на відкритих кортах з ґрунтовим покриттям на острові Амелія (США). Належав до турнірів 2-ї категорії в рамках Туру WTA 1998. Тривав з 6 до 12 квітня 1998 року.

## Фінальна частина

### Одиночний розряд
Марі П'єрс —  Кончіта Мартінес 6–7, 6–0, 6–2
- Для П'єрс це був 2-й титул за сезон і 13-й — за кар'єру.

### Парний розряд
Сандра Качіч /  Марі П'єрс —  Барбара Шетт /  Патті Шнідер 7–6, 4–6, 7–6
- Для Качіч це був єдиний титул за сезон і 2-й — за кар'єру. Для П'єрс це був 3-й титул за сезон і 14-й — за кар'єру.